# NGC 686
NGC 686 (również PGC 6655) – galaktyka eliptyczna (E-S0), znajdująca się w gwiazdozbiorze Pieca. Została odkryta 26 października 1785 roku przez Williama Herschela.